# Ahaetulla malabarica
Ahaetulla malabarica é uma espécie de serpente arborícola endêmica da porção sul dos Gates Ocidentais Centrais da Índia.

## Taxonomia
Anteriormente, a espécie era considerada coespecífica com Ahaetulla nasuta, que agora é reconhecida como endêmica apenas do Sri Lanka. Um estudo de 2020 revelou que A. nasuta constitui um complexo de espécies, incluindo A. nasuta sensu stricto, A. borealis, A. farnsworthi, A. isabellina e A. malabarica.

## Descrição
O corpo é muito esguio e um adulto pode atingir um comprimento total de 1 m (focinho-cauda). O dorso é verde-claro uniforme, às vezes amarelo-pôr do sol a marrom-bronzeado claro. A escama rostral, as infralabiais e o ventre são verde-brilhante a verde-claro na metade do corpo, ou amarelo-turquesa a marrom-claro; algumas escamas infralabiais têm pequenas manchas brancas. Apresenta uma faixa ventral amarela ou branca ao longo das escamas ventrais quilhadas, a partir de algumas fileiras de escamas após a nuca; leve descoloração na pré-ocular. A pele entre as escamas é branca com barras pretas e brancas convergentes anteriormente, tornando-se branco rosada na parte posterior. Os olhos são amarelo-dourados a alaranjados e com manchas pretas, com uma concentração de manchas pretas nas extremidades anterior e posterior da pupila horizontal, com uma coloração azul clara ou amarela ao redor da pupila. A cauda e as escamas subcaudais são verdes.
Em geral, a escamação segue variações intraespecíficas: escamas ventrais 167-183, quilhadas; subcaudais 124-155, divididas; fileiras de escamas dorsais lisas em 15-15-13/11/9 fileiras dispostas obliquamente; anal dividida; supralabiais 8-9, com a 5ª supralabial em contato com o olho; divisão da escama supralabial na 4ª supralabial; infralabiais 8-9; pré-suboculares 1-2; 1 pré-ocular (esquerda e direita); pós-oculares 2; suboculares ausentes; temporais 1+2 ou 2+2.

## Distribuição geográfica
Esta espécie está distribuída na porção sul dos Gates Ocidentais centrais, desde a Falha de Palakkad, em Tamil Nadu e Kerala, até Tadiandamol, em Karnataka. A espécie A. farnsworthi ocorre ao norte de sua área de distribuição e pode ser simpátrica com ela em Coorg (embora separada principalmente por rios), enquanto A. isabellina é encontrada ao sul, sendo separada pela Falha de Palakkad.

## Habitat
A espécie habita florestas perenes tropicais de média altitude nos Gates Ocidentais, entre aproximadamente 650 e 1400 m acima do nível do mar.